# Sarah Ayton
Sarah Lianne Ayton (Ashford, 9 april 1980) is een Brits zeiler.
Ayton won met haar ploeggenoten in 2004 en 2008 de Olympische gouden medaille, Ayton werd in 2007 en 2008 wereldkampioen in de Yngling.
Ayton is getrouwd geweest met de windsurfer Nick Dempsey.

## Resultaten

### Wereldkampioenschappen
| Jaar | Plaats  | Resultaten |
| ---- | ------- | ---------- |
| 2007 | Cascais | Yngling    |
| 2008 | Miami   | Yngling    |

### Olympische Zomerspelen
| Jaar | Plaats  | Resultaten |
| ---- | ------- | ---------- |
| 2004 | Athene  | Yngling    |
| 2008 | Qingdao | Yngling    |

2004: Sarah Ayton / Shirley Robertson / Sarah Webb ·
2008: Sarah Ayton / Sarah Webb / Pippa Wilson